# Vivian Wilson
Vivian Jenna Wilson (Los Angeles, 15 april 2004) is een Amerikaans socialmediapersoonlijkheid, model en activiste. Ze is vooral bekend als de oudste dochter van techmagnaat Elon Musk, met wie ze de banden heeft verbroken. In 2025 sierde ze de cover van Teen Vogue.

## Biografie
Wilson is een kind van Elon Musk en schrijfster Justine Wilson. In 2020 kwam ze op 16-jarige leeftijd uit als transgender en begon ze de achternaam van haar moeder te gebruiken. Twee jaar later vroeg ze bij de rechtbank van Los Angeles officieel een wijziging van haar naam en geslacht aan, met als motivatie dat ze "niet meer geassocieerd wil worden met haar biologische vader op welke wijze dan ook." Wilson heeft geen contact met Musk, die ze heeft omschreven als een "zielig man-kind". Musk sprak zich negatief uit over Wilsons transitie en deadnamede haar in een podcast met Jordan Peterson. Volgens hem is ze van hem vervreemd door haar studies en "neomarxistische invloeden".
Wilson staat bekend om haar activisme via sociale media, zoals Threads, waar ze opkomt voor transrechten, economische gelijkheid en sociale rechtvaardigheid. Ze omschrijft zichzelf als links, maar niet marxistisch.
Wilson begon studies in vreemde talen. In 2025 maakte ze haar debuut als model voor het merk Wildfang. Het magazine Teen Vogue wijdde de cover en het hoofdartikel van een nummer aan haar.